# Prelander Berroa
Prelander Berroa (Santo Domingo, República Dominicana, 18 de abril de 2000), más conocido como Prelander Berroa, es un jugador profesional dominicano de béisbol que se desempeña en la posición de lanzador en Chicago White Sox, equipo de las Grandes Ligas de Béisbol (MLB).

## Carrera
Berroa hizo su debut en la MLB con el equipo Seattle Mariners, en el cual jugó una temporada (2023), después pasó a Chicago White Sox, donde lleva jugando una temporadas.